# スロバキア共和国 (1939年-1945年)

スロバキア国
スロバキア共和国
Slovenský štát (スロバキア語)
Slovenská republika (スロバキア語)

国の標語: Verní sebe, svorne napred!
我々自身に忠実に、協力し先へ国歌: Hej, Slováci
スロバキア人よ
1942年のスロバキア共和国

スロバキア共和国（スロバキアきょうわこく、スロバキア語: Slovenská republika）は、1939年3月14日から1945年5月8日まで存在していた共和国である。ナチス・ドイツの同盟国かつ保護国であった。
スロバキア共和国の法的地位は、ミュンヘン協定の破棄の結果、第二次世界大戦の戦勝国によって、成立の時点に遡及して無効なものであるとされた。このため後のチェコスロバキア共和国（第三共和国）や現在のスロバキア共和国（第二共和国、Druhá Slovenská republika）は、スロバキア共和国の継承国とはみなされない。

## 国名について
第二次世界大戦後のチェコスロバキア共産党政権時代には、政治的意図から小文字のスロバキア国（slovenský štát）の呼称が使われた。1989年の民主化および1993年のチェコスロバキア連邦制解消後はスロバキア第一共和国（Prvá Slovenská republika）や、スロバキア共和国（Slovenská republika）と称されている。「スロヴァキア独立国」（正式国名はスロヴァキア共和国）とも呼ばれていた。
一方で「独立スロヴァキア国」との呼称も見られ、これについて早稲田大学教授の長與進は「スロヴァキア歴史学のアポリア：独立スロヴァキア国の評価をめぐって」の中で、マルクス主義派が「スロヴァキア国、slovenský štát」（語頭が小文字）を、ナショナル派が「スロヴァキア国、Slovenský štát」（語頭が大文字）あるいは現在のスロヴァキア共和国との連続性を含意する「第一次スロヴァキア共和国、Prvá slovenská republika」を、リベラル派はナショナル派が用いる「第一次スロヴァキア共和国」を避けて、語頭の大文字小文字に関係なく「スロヴァキア国、S/slovenský štát」をそれぞれ用いており、それらの論争と一線を画するためとしている（p. 81）。

## 建国

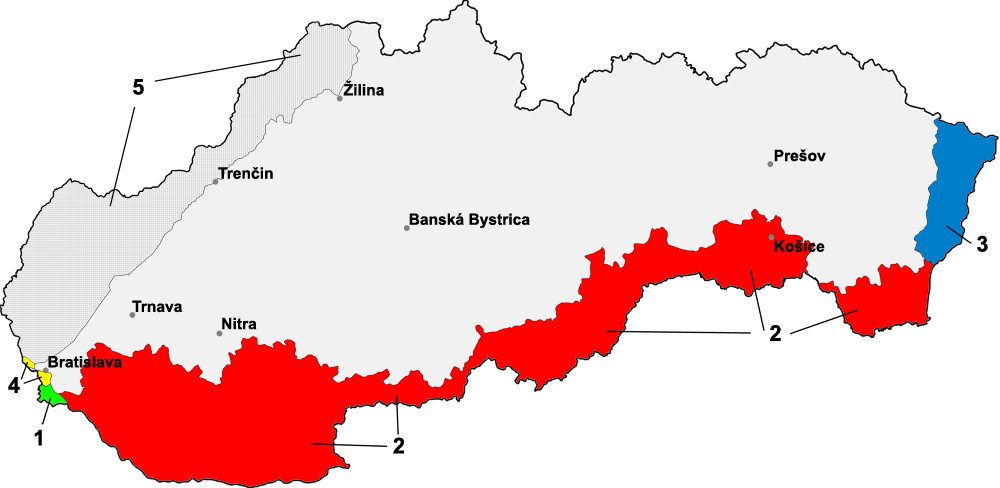
1938年-1947年のスロバキア領の変遷。赤がウィーン裁定でハンガリーが併合した領域

ミュンヘン協定の後、スロバキアはチェコスロバキア内で自治を得たが、チェコスロバキア政府はハンガリーの領土要求に屈服し、第一次ウィーン裁定の下で南スロバキアを割譲することが決まった。スロバキア自治政府はこの領土失陥に反発し、チェコスロバキアから独立する動きを強めた。これに対しチェコスロバキア政府は強硬策に出て、1939年3月6日にスロバキア自治州の州政府を解体し、首班でスロバキア人民党党首ヨゼフ・ティソをはじめとする閣僚を逮捕軟禁した。
アドルフ・ヒトラー率いるナチス・ドイツはチェコスロバキアを解体し、チェコをベーメン・メーレン保護領として併合する計画を立てていたが、スロバキアに対する処遇はなかなか定まらなかった。当初ドイツ当局には、「スロバキア人がハンガリーに加わることを望んでいる」という情報をつかんでいたが、これはハンガリー人たちによって流された誤情報であった。最終的に、ドイツがポーランドと他の領域への攻撃を行うための潜在的な戦略基地として、ドイツの保護国としてスロバキアを独立させることが決定された。
1939年3月13日、ヒトラーはベルリンにティソを呼んだ上で、「今すぐスロバキア共和国を建国しなければ、ハンガリーとポーランドの間でスロバキアの領土が分割されるだろう」と言い、ハンガリー軍がスロバキア国境に接近していたことを示す報告書を外相ヨアヒム・フォン・リッベントロップの承認のもと見せつけた。しかし、これは偽の報告書であり、そのような報告はなされていなかった。ティソはすぐ建国宣言を行うことは拒否したが、その後、スロバキア自治州議会の決定による独立達成をヒトラーが認め、ティソもスロバキアの独立に同意することになった。
3月14日にブラチスラヴァでスロバキア自治州議会が召集され、ティソが提出したヒトラーとの議論に関する報告書が審議された。結果、スロバキアの独立は満場一致で決定され、ティソはその場で新しい共和国の初代首相に任命された。同日、同様にチェコスロバキアから独立の姿勢を見せていたカルパティア・ルテニアもカルパト・ウクライナ共和国として独立。また、15日にチェコはドイツの保護領（ベーメン・メーレン保護領）となった。

## スロバキアの軍事

### スロバキア・ハンガリー戦争
独立直後の3月17日、カルパト・ウクライナ共和国はハンガリーの攻撃を受け、全土を制圧された。3月23日にはハンガリーはスロバキア全土の制圧を目指し、旧カルパト・ウクライナ領域から攻撃を行った。新しく建国されたばかりのスロバキア軍はハンガリー軍に抵抗したが、ドイツの調停のもと、第一次ウィーン裁定の決定通りに南部スロバキアの1,697平方キロメートル領土と、およそ7万人の住民を割譲することを強制された。

### ポーランド侵攻
スロバキアはポーランド侵攻に参加した、ドイツ以外の唯一の枢軸国であった。1939年9月に予定されるドイツのポーランド侵攻が間近に迫るなか、スロバキアに援助を要請した。スロバキア軍が組織されてから6か月しか経っていなかったが、いくつかの歩兵連隊と砲兵大隊からなる小型の機動部隊を編成した。2つの戦闘部隊が、ポーランド戦役においてドイツの意向に沿って使用するために編成された。第1の戦闘部隊は、6個歩兵大隊、2個砲兵大隊、1個戦闘工兵中隊によって組織された旅団サイズのものであった。第2の戦闘部隊は、騎兵部隊とオートバイ偵察部隊によって混成された2個大隊と、9個自動車化砲兵大隊によって構成された機動部隊であった。2つの戦闘部隊は、第1スロバキア歩兵師団、第3スロバキア歩兵師団として司令部付近に配置された。2つの戦闘部隊はノヴィ・ソンチへの通行と戦闘を援助し、南ポーランド地方のタルヌフとデンビツァに向かって侵攻した。

### 独ソ戦
ドイツがバルバロッサ作戦によってソビエト連邦に侵攻した4日後、スロバキアは国防相であるフェルディナンド・チャトロシュの決定により、遠征軍部隊を東部戦線の最前線に派遣した。
侵攻がすすむにつれ、弱体なスロバキア軍は、ドイツ軍の進軍に比べて遅れはじめるようになった。これは主として、総勢45,000人ものスロバキア軍部隊を輸送することができる機動部隊が全体的に不足していたからである。

### 第2スロバキア歩兵師団（警備師団）
スロバキア第2歩兵師団（警備師団）は、ドイツ軍の後部地域で治安維持とパルチザン鎮圧活動において主に投入され、当初はドイツ軍が東部戦線で逃したソ連レジスタンスの残党を掃討するのに投入された。後にスロバキア警備師団は、ウクライナのジトーミルにパルチザン鎮圧任務において投入された。第31砲兵連隊を含めた警備師団のいくつか部隊は警備師団から引き抜かれて、スロバキア快速師団（第1歩兵師団）へ移された。スターリングラードの戦いで敗北すると、スロバキア軍の士気が低下しはじめたため、より平穏なミンスクへと移された。まもなく1943年11月1日に、部隊の解散に関する継続的な問題の結果、警備師団は完全に武装解除されて、建設旅団として行動するためにイタリアのラヴェンナへ移された。

### 第12工兵大隊
1943年のドイツ軍に対する激しいパルチザン活動の結果、スロバキアの第12工兵大隊は、ソ連パルチザンに破壊された重要な線路を修理する任務へ参加するために、南部の軍後方に派遣された。後に1944年6月に建設旅団が組織されると、機動部隊である第1スロバキア歩兵師団に吸収された。

### スロバキア空軍
スロバキアの空軍の任務は、最前線では航空支援を提供し、国内ではブラチスラヴァと大都市圏を敵の空襲から保護することである。これらの部隊はスターリングラードとカフカース山脈においてドイツ空軍の指導の下で、ウクライナ・ロシア中央の最前線での枢軸軍の攻撃を支援した。

## 国際関係
当初からスロバキア共和国はドイツに強く依存していた。いわゆる「保護条約」（ドイツ帝国とスロバキア共和国の保護関係に関する条約）は1939年3月23日に署名され、スロバキアの対外関係、軍事、経済方針はドイツの支配下に置かれた。この条約によって必然的にスロバキアは枢軸軍に加わり、ポーランド、ソビエト連邦と戦い、イギリス、アメリカ合衆国に宣戦布告することになった。しかし、ベーメン・メーレン保護領と接している一部の領土が奪われたことを除いて、スロバキアはドイツ軍によって占領されていなかった。
スロバキアにとって最も難しい外交政策の問題は、ハンガリーとの関係であった。スロバキア全土はかつて北部ハンガリーと呼ばれており、ハンガリーは全土に対する領有権を主張していた。第一次ウィーン裁定によって、スロバキアは領域の3分の1であるスロバキア南部をハンガリーに割譲し、残りの地域を支配することになった。スロバキアはウィーン裁定の修正を成し遂げようとしたが、ドイツはそれを許さなかった。また、ハンガリーに在住するスロバキア人に対する処遇には不満が残った。

## 外交
スロバキア共和国はドイツ、ベーメン・メーレン保護領、ポーランド、ハンガリー王国と隣接し、以下の各国により国家承認されていた。
- ドイツ国（枢）
- イタリア王国（枢）
- 日本（枢）
- 満洲国（枢）
- 蒙古聯合自治政府（枢）
- 中華民国臨時政府 (北京)
- ソビエト連邦
- スペイン
- クロアチア独立国（枢）
- リトアニア
- エストニア
- スイス
- エルサルバドル
- バチカン
- ハンガリー王国（枢）

（枢）のついている国は枢軸国（その後離脱した国を含む）。

## 国の特徴

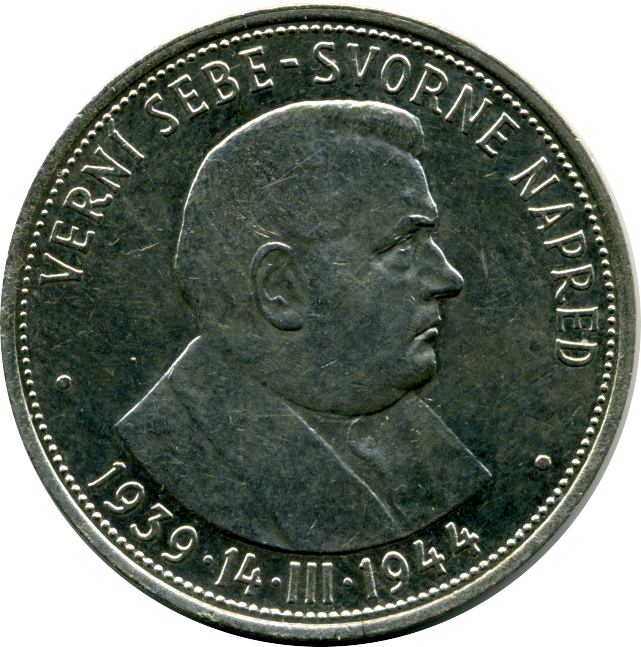
1944年にスロバキアで発行された50コルナ貨幣。
ティソの肖像がデザインされている。

### 国民
住民の85%はスロバキア人で、残りの15%はドイツ人、ハンガリー人、ユダヤ人、ルーマニア人によって構成されていた。人口の50%は農業に従事していた。首都のブラチスラヴァには、14万人以上の住民がいた。

### 政府
スロバキア共和国は憲法を1939年に定めたものの、おおむねチェコスロバキアの法制度を存続させ、わずかに修正することですませていた。国家元首は大統領（ヨゼフ・ティソ）であり、任期5年のスロバキア共和国議会（下院）が最高機関とされた。そして上院として国務院が置かれた。政府は8つの省を持ち、行政を行った。
スロバキア共和国はファシズム勢力による権威主義的な国家であった。大統領のティソがカトリック教会の司祭であったこともあり、「教権的ファシズム（もしくは「聖職者ファシズム」とも）国家」とみなされた。これは共産主義者によって公式に「定義」された造語である。

### 政党
スロバキア共和国における支配政党は、1906年にアンドレイ・フリンカが創設したスロバキア人民党を前身とする民族主義政党、フリンカ・スロバキア人民党＝スロバキア国民統一党（HSĽS-SSNJ, Hlinkova slovenská ľudová strana - Strana slovenskej národnej jednoty）であった。他の全政党は少数民族（ドイツ人とハンガリー人）を代表する政党を除いて禁止された。ただし、チェコスロバキア時代に存在した共産党を除くスロバキアのすべての政党は、第一次ウィーン裁定後の1938年11月にフリンカ・スロバキア人民党に合流していた。

## 行政区域

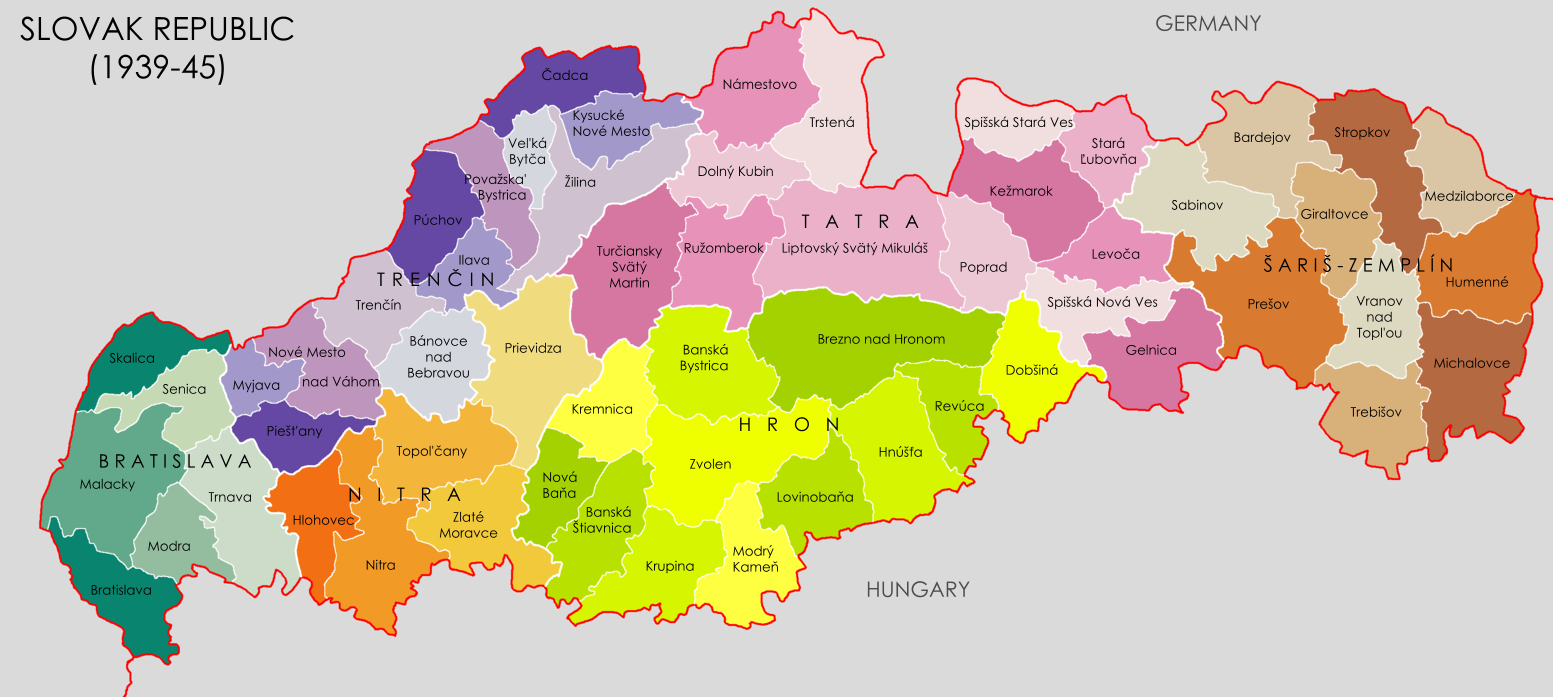
スロバキア共和国の行政区域

スロバキア共和国は1940年1月1日に県（Župa）制を導入し、6つの県と58の郡（Okres）を置いた。

## スロバキア共和国でのホロコースト
政府は多くの反ユダヤ法を発行して、ユダヤ人が公共生活に参加することを禁止した。後にドイツの強制収容所へと彼らを送り込んだ。ただし、スロバキア国内ではユダヤ人の処刑は行われなかった。ロマ人に対しても1940年にロマ人対処法を制定するなど行動や生活を厳しく規制したほか、強制収容所への収容を行ったり、人民党＝国民統一党の民兵組織「フリンカ警護隊」（Hlinkova garda）による大量虐殺事件も発生した。

## スロバキア共和国政府の陣営
スロバキア共和国は、そのほとんどの時期をヨゼフ・ティソ大統領とヴォイテフ・トゥカ首相の二枚看板で率いていたものの、カトリックを基盤とした共同体を志向する保守的なティソに対し、トゥカは血と土に共鳴するなどファシズムを信奉し、反ユダヤ主義に加えてチェコ人の追放・絶滅まで主張していた。
このファシズム的傾向には、カトリックや農民・商工業者からの反発を招いたものの、反共機運の中では表立った抵抗に至らず、さらにナチスがトゥカにてこ入れしていたことから、後のユダヤ人強制収容計画ではティソが押される形で承認せざるをえなくなった。

## 政治家・統治者

### 大統領
- ヨゼフ・ティソ（1939年10月26日 - 1945年4月4日）

### 内閣

#### 首相
- ヨゼフ・ティソ （1939年3月14日 – 1939年10月27日）
- ヴォイテフ・トゥカ （1939年10月27日 – 1944年9月5日）
- シュテファン・ティソ（英語版）（1944年9月5日 – 1945年4月4日）

#### 副首相
- ヴォイテフ・トゥカ （1939年3月14日 – 1939年10月27日）
- アレクサンデル・マッハ（英語版） （1940年8月17日 – 1944年9月5日）

#### 内務大臣
- カロル・シードル（英語版）  （1939年3月14日 – 1939年4月18日）
- ヨゼフ・ティソ （1939年4月18日 – 1939年10月27日）
- アレクサンデル・マッハ（英語版） （1940年7月29日 – 1945年4月4日）

#### 外務大臣
- フェルディナンド・ジュルチャンスキー（英語版）  （1939年3月14日 – 1940年7月20日）
- ヴォイテフ・トゥカ （1940年7月20日 – 1944年9月5日）
- シュテファン・ティソ（英語版）（1944年9月5日 – 1945年4月4日）

#### 国防大臣
- フェルディナンド・チャトロシュ（1939年3月14日 – 1944年9月5日）
- ステファン・ハッシク（1944年9月5日 – 1945年4月4日）

#### 財務大臣
- ニコラス・プルジンスキー（チェコ語版）  （1939年3月14日 – 1945年4月4日）

#### 文部大臣
- ヨゼフ・シヴァク（スロバキア語版） （1939年3月14日 – 1944年9月5日）
- アラダール・コシス（Aladár Kočiš）（1944年9月5日 – 1945年4月4日）

#### 法務大臣
- ゲジザ・フリッツ（スロバキア語版）（1939年3月14日 – 1944年9月5日）
- シュテファン・ティソ（英語版）（1944年9月5日 – 1945年4月4日）

#### 経済大臣
- ゲジザ・メドリツキー（スロバキア語版）  （1939年3月14日 – 1945年4月4日）

#### 交通公共事業大臣
- ユーリウス・スターノ（スロバキア語版） （1939年3月14日 – 1944年9月5日）
- リュドヴィート・レドナール（Ľudovít Lednár）（1944年9月5日 – 1945年4月4日）

#### 宣伝大臣
- アレクサンデル・マッハ（英語版） （1939年3月14日 – 1939年10月27日）

## スロバキア共和国の終焉
1944年8月に発生した反ナチス派によるスロバキア国民蜂起（SNP, Slovenské národné povstanie）に動揺したドイツは1944年9月からスロバキアを占領し、スロバキア共和国政府は主権のほとんどを失った。まもなくドイツ軍は東から殺到してきた赤軍、ルーマニア軍、チェコ軍によって撤退し、解放された地域は再びチェコスロバキアの一部となった。
1945年4月4日、赤軍はブラチスラヴァを占領してスロバキア全土の制圧を完了し、スロバキア共和国は事実上崩壊した。ティソらはドイツ国内に亡命して亡命政府を樹立したが、5月8日にオーストリア・クレムスミュンスターの修道院でアメリカ陸軍第20軍団長ウォルトン・ウォーカー少将に降伏し、消滅した。